# Peter van Dijk (PVV)
Peter van Dijk (Goes, 28 december 1952) is een Nederlands politicus namens de PVV. Hij is voor die partij lid van de Provinciale Staten van Zeeland en was van 7 juni 2011 tot 9 juni 2015 lid van de Eerste Kamer. Van 8 september tot 29 december 2015 was hij weer kortstondig senator, ditmaal als vervanger van Gabriëlle Popken die in die periode met zwangerschapsverlof was. Van 2017 tot 2019 was hij opnieuw Eerste Kamerlid.

## Loopbaan
Van 1981 tot 1990 was Van Dijk namens het CDA raadslid in Goes. Hij vervulde jarenlang verschillende bestuursfuncties bij maatschappelijke instellingen waaronder Scouting en hij is op dit moment Manager European Operations van het bedrijf TEKVET Technologies Inc uit Sarasota, Florida (USA) dat werkzaam is in gezondheidsmonitoring van vee. Op 11 februari 2002 werd Van Dijk benoemd tot lid in de Orde van Oranje-Nassau.
In 2010, in aanloop naar de Provinciale Statenverkiezingen 2011, werd Van Dijk benoemd tot lijsttrekker voor de PVV in Zeeland. Bij de verkiezingen op 2 maart 2011 behaalde de PVV vijf zetels in Zeeland en werd Van Dijk gekozen tot fractievoorzitter.
Van Dijk was ook kandidaat bij de Eerste Kamerverkiezingen 2011, waarbij hij op de tiende plaats van de lijst van zijn partij stond. Aangezien de PVV bij deze verkiezingen tien zetels behaalde, raakte hij verkozen. In de Eerste Kamerfractie van de PVV was Van Dijk eerste woordvoerder Binnenlandse Zaken en Koninkrijksrelaties en tweede woordvoerder Sociale Zaken en Werkgelegenheid.
Van oktober 2011 tot medio 2015 was Van Dijk ook lid van de Parlementaire Assemblee van de Raad van Europa (PACE).
Na de Eerste Kamerverkiezingen 2015 keerde Van Dijk niet terug. Op 8 september kwam hij echter terug als Eerste Kamerlid als tijdelijke vervanger van Gabriëlle Popken die zich liet vervangen vanwege zwangerschap. De vervanging duurde tot 29 december 2015.
Op 28 maart 2017 keerde Van Dijk terug in de Eerste Kamer nadat vier PVV Eerste Kamerleden in de Tweede Kamer waren verkozen.

## Stemgedrag
In januari 2012 ontstond er opschudding rondom het stemgedrag van Van Dijk omtrent de verkiezing van de Commissaris voor de Mensenrechten van de Raad van Europa. Hij weigerde voor de Nederlandse kandidaat Frans Timmermans te stemmen omdat deze zich in het verleden zeer negatief over de PVV en de PVV-kiezers heeft uitgelaten. In plaats daarvan stemde hij op Nils Muižnieks. Dit was opmerkelijk, aangezien de Let de PVV racistisch en xenofoob taalgebruik verwijt. Van Dijk was niet op de hoogte van deze uitspraken van Muižnieks.

## Provincie Zeeland
Samen met fractiegenoot Vincent Bosch bezette Van Dijk een van de twee overgebleven PVV-zetels in de Provinciale Staten, maar eerstgenoemde verzocht hem de zetel aan de partij terug te geven om in plaats van hem fractievoorzitter te worden. Dit wegens doodsbedreiging, nepotisme plus misbruik van macht en publiek geld. Het Openbaar Ministerie onderzoekt de aangifte van doodsbedreigingen en de provincie Zeeland onderzoekt of Van Dijk partijgeld heeft misbruikt. Van Dijk heeft aangifte gedaan van "laster en smaad" tegen zijn partijgenoten.

## Privé
Van Dijk is woonachtig in Kattendijke, is getrouwd en heeft drie kinderen. Sedert 1989 is Van Dijk erelid van de Antilliaanse Padvinders Vereniging. Ook was hij oprichter en jarenlang voorzitter (van 1977 tot 2004) van de Scoutinggroep Frans Naerebout uit Goes.